# Aeroportul Kolwezi
Aeroportul Kolwezi (IATA: KWZ, ICAO: FZQM) este un aeroport din Kolwezi, Katanga Province⁠(d), Republica Democratică Congo ce deservește zona Kolwezi.
Situat la o altitudine de 1.526 m, aeroportul dispune de o singură pistă.